# Lycosoides caparti
Lycosoides caparti är en spindelart som först beskrevs av de Blauwe 1980.  Lycosoides caparti ingår i släktet Lycosoides och familjen trattspindlar. Inga underarter finns listade i Catalogue of Life.